# FBK Games 2018
Gli FBK Games 2018 sono stati la 57ª edizione dell'annuale meeting di atletica leggera; le competizioni hanno avuto luogo al Fanny Blankers-Koen Stadion di Hengelo, il 3 giugno 2018. Il meeting è stato la terza tappa del circuito IAAF World Challenge 2018.

## Risultati[1]

### Uomini
| Specialità       |                   | Prestazione | 2º classificato | Prestazione | 3º classificato         | Prestazione |
| 200 m            | Luxolo Adams      | 20"34       | Bruno Hortelano | 20"35       | Fred Kerley             | 20"43       |
| 400 m            | Abdalleleh Haroun | 44"35       | Paul Dedewo     | 44"50       | Michael Cherry          | 44"90       |
| 800 m            | Jonathan Kitilit  | 1'43"77     | Joseph Deng     | 1'44"97     | Erik Sowinski           | 1'45"07     |
| 110 m ostacoli   | Sergey Shubenkov  | 13"23       | Orlando Ortega  | 13"38       | Pascal Martinot-Lagarde | 13"42       |
| Salto con l'asta | Sam Kendricks     | 5.81 m      | Shawnacy Barber | 5.65 m      | Piotr Lisek             | 5.55 m      |
| Salto in lungo   | Luvo Manyonga     | 8.18 m      | Jeff Henderson  | 8.15 m      | Marquis Dendy           | 8.13 m      |

### Donne
| Specialità     |                   | Prestazione | 2º classificato       | Prestazione | 3º classificato        | Prestazione |
| 200 m          | Dafne Schippers   | 22"44       | Ivet Lalova-Collio    | 22"79       | Kyra Jefferson         | 22"81       |
| 400 m          | Shakima Wimbley   | 50"88       | Christine Botlogetswe | 51"00       | Justyna Swiety-Ersetic | 51"48       |
| Miglio         | Jennifer Simpson  | 4'25"71     | Besu Sado             | 4'25"99     | Meraf Bahta            | 4'27"03     |
| 100 m ostacoli | Brianna McNeal    | 12"66       | Queen Harrison        | 12"93       | Nadine Visser          | 12"94       |
| Salto in alto  | Mariya Lasitskene | 2.03 m      | Mirela Demireva       | 1.94 m      | Erika Kinsey           | 1.91 m      |